# Torre Numai

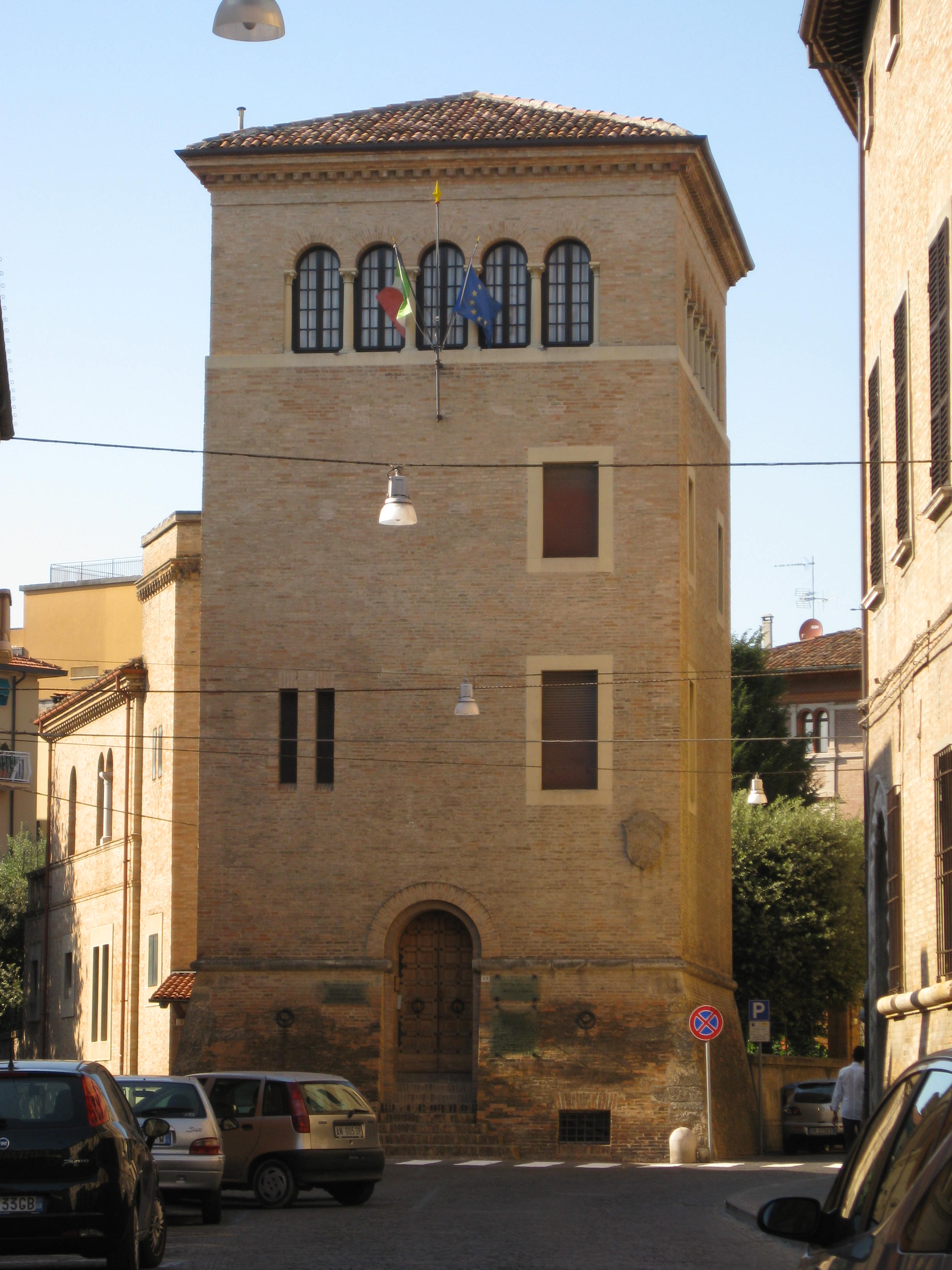
Torre Numai in Forlì (Italië)

De Torre Numai, ook wel Torre Orsella genoemd, is een middeleeuwse toren in de stad Forlì, in de Italiaanse regio Romagna.

## Historiek
De familie Numai liet de toren bouwen in de 15e eeuw. Zij was een van de stadsadellijke families in Forlì. De Torre Numai is overigens de enige toren met een verdedigingsfunctie in de stad die overeind staat in Forlì. De toren diende ter verdediging van het nabijgelegen Paleis Numai. Vlak aan de toren liepen er twee kanalen. Ondergronds was er een verbindingsgang met het Paleis Numai. De meest bekende persoon uit de familie Numai was Luffo Numai, in de 2e helft van de 15e eeuw. Luffo Numai was ridder van het Heilige Roomse Rijk en diplomaat voor de keizer; hij was een fervent Ghibellijn.
In de 18e eeuw - Forlì was ondertussen een provincie geworden van de Pauselijke Staat - kwam de Torre Numai in handen van de familie Orselli. Zij noemden de toren Torre Orsella.
De ondergrondse gang stortte in de 19e eeuw grotendeels in. De kantelen bovenop de toren werden weggehaald.
Onder het fascistisch regime in Italië werden de grachten rond de toren dicht gegooid omdat ze stinkend water bevatten. De toren moest de vergaderzaal worden van de bouwers van miniatuurvliegtuigjes. Dit plan haalde het niet omdat de toren langdurig gerestaureerd werd, tot ver in de 20e eeuw. De toren kreeg langs 2 zijden meerdere vensters en een hoog dak. Het vernieuwde uitzicht viel niet in de smaak van diegenen die het Middeleeuws aspect verloren zagen gaan.